# Moteane Melamu
Moteane Melamu är författare och forskare från Botswana. Han föreläser i Engelska vid University of Botswana.